# 大神神社
大神神社（おおみわじんじゃ）是位在日本奈良縣櫻井市的神社。為式內社（名神大社）、二十二社、大和國一宮、舊社格為官幣大社（現神社本廳的別表神社）。也稱三輪明神、三輪神社。

## 概要
祭祀大物主大神（おおものぬしのおおかみ）。以三輪山為神體（神體山）所成立的神社，至今仍無本殿，從拜殿仰望參拜神體三輪山，保留古神道（原始神道）的形態。

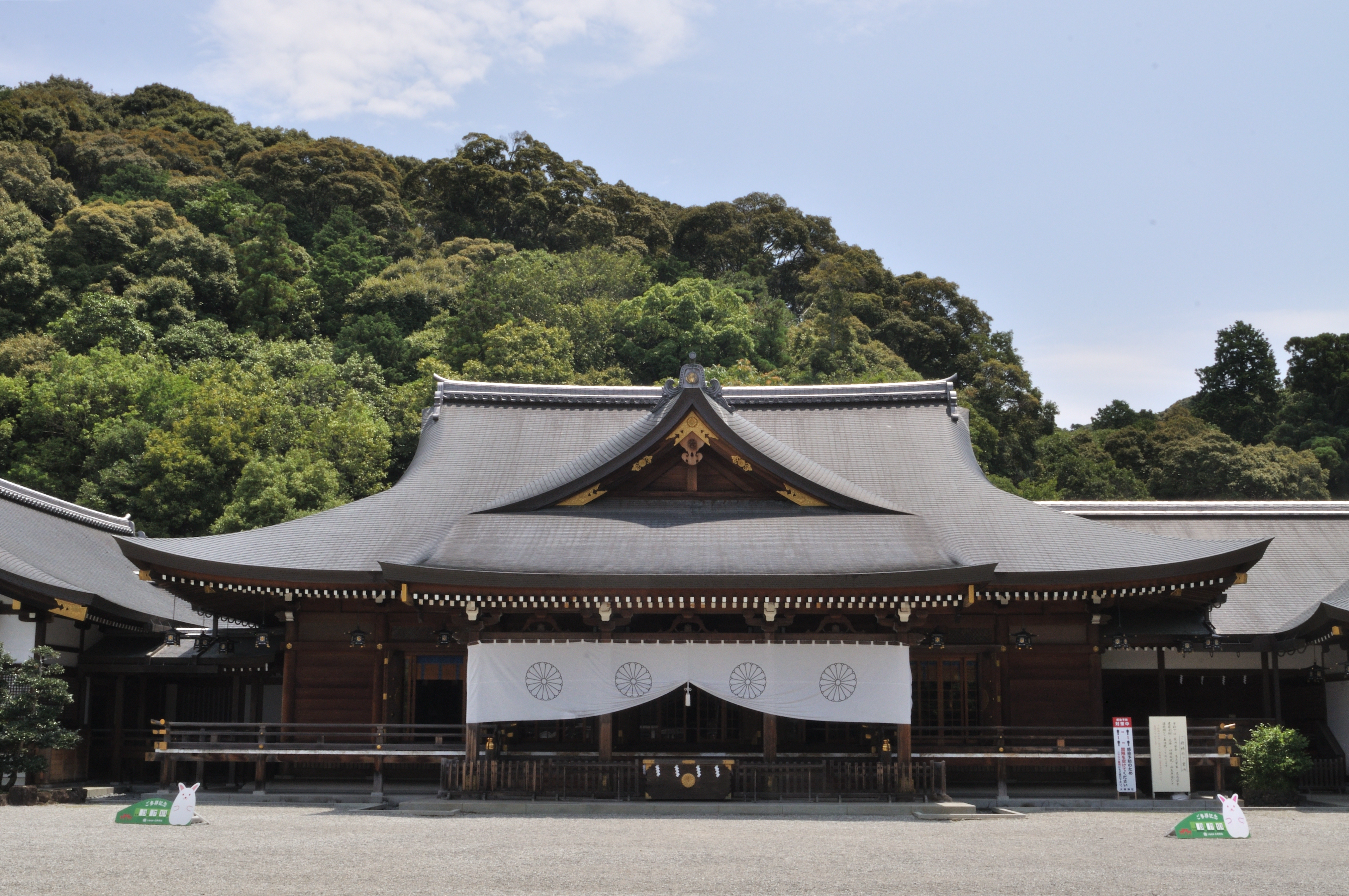
祈禱殿
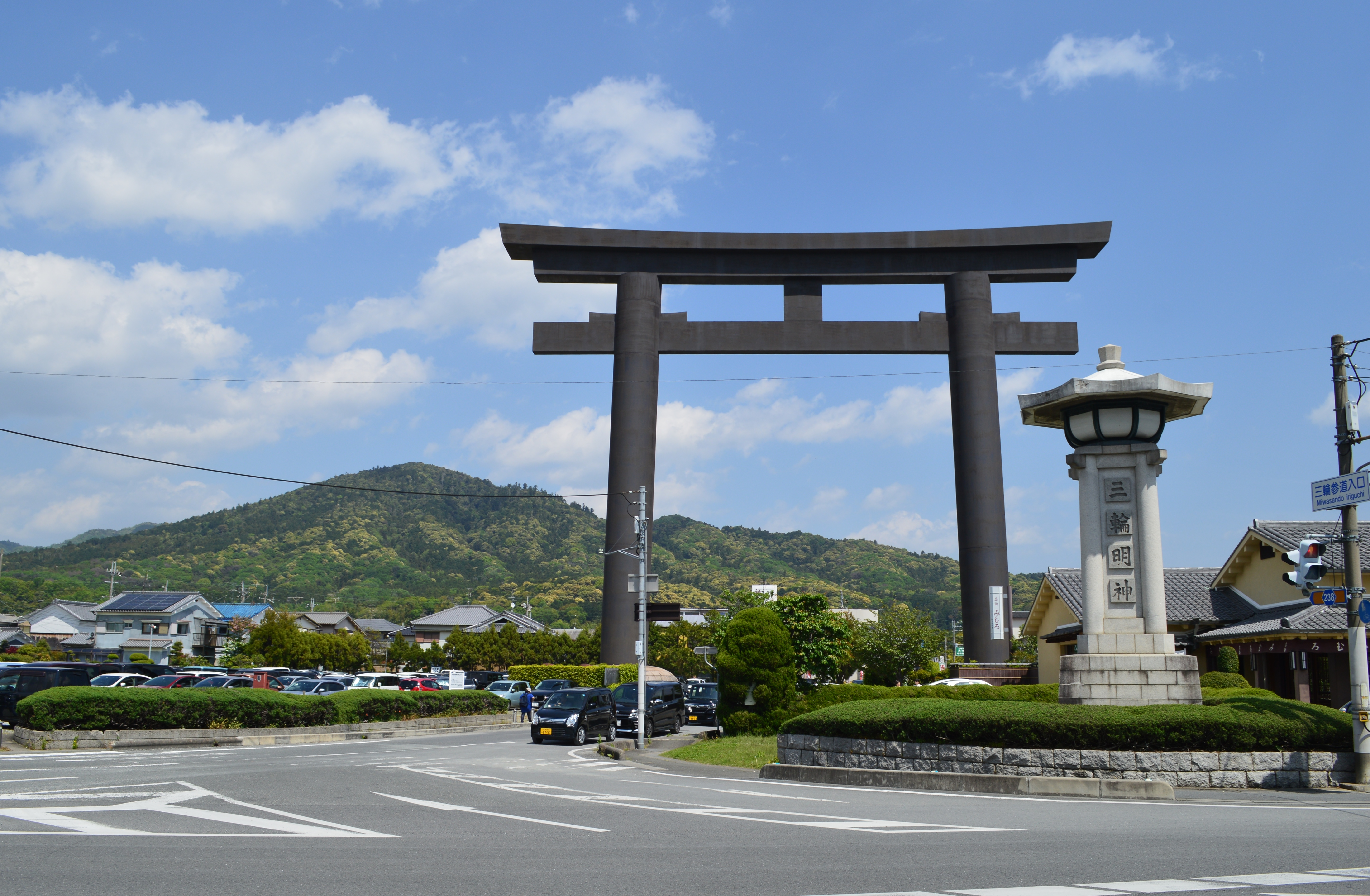
三輪山和大鳥居
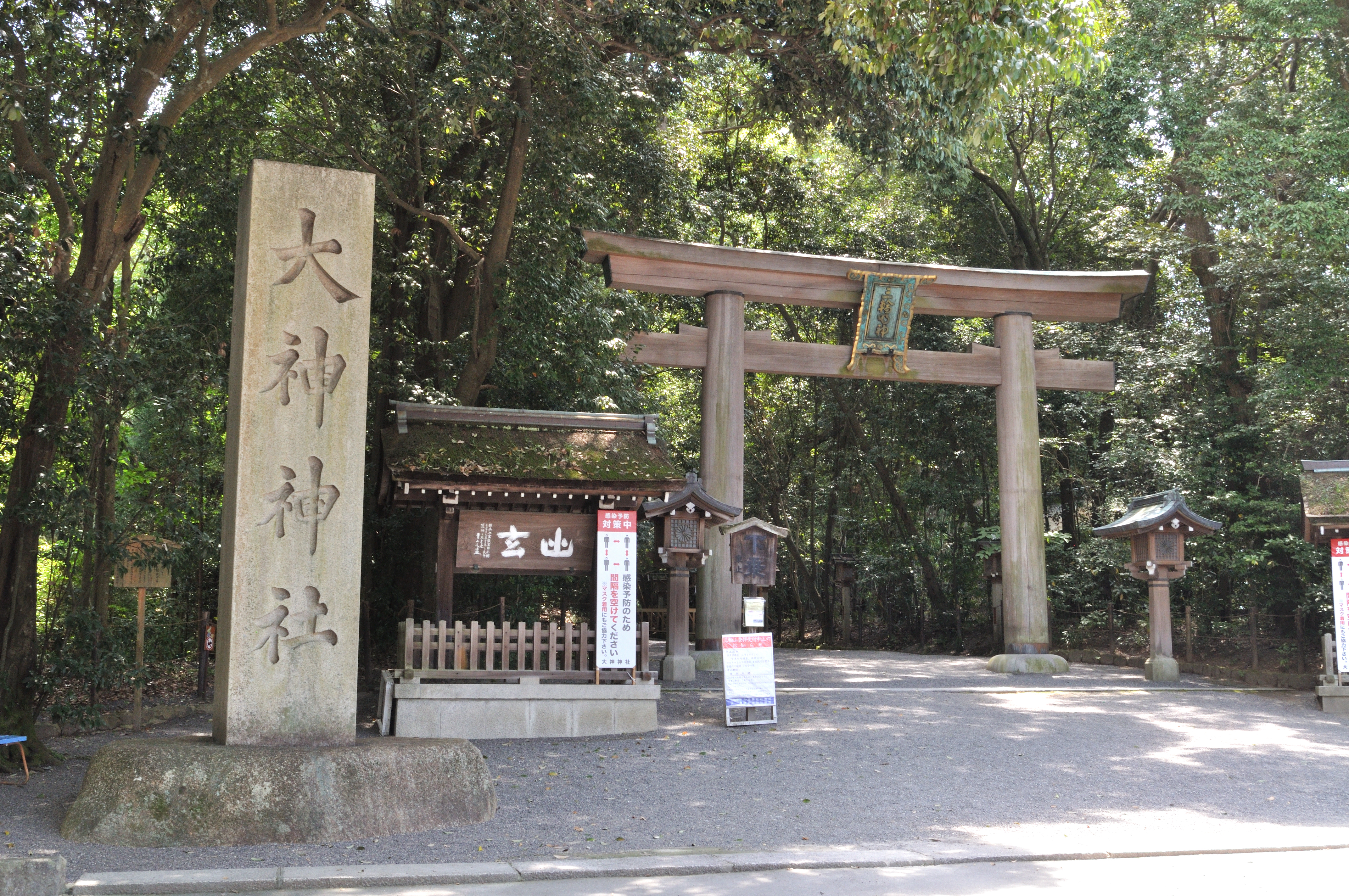
第二鳥居

## 關連項目
- 三輪神社

## 外部連結
- 大神神社（页面存档备份，存于）

 维基共享资源上的相關多媒體資源：大神神社
34°31′44″N 135°51′10″E / 34.52889°N 135.85278°E